# Joseph Elanga
Joseph Elanga Fils (* 2. Mai 1979 in Yaoundé, Kamerun) ist ein ehemaliger kamerunischer Fußballspieler.
Elanga begann seine Karriere bei Canon Yaoundé und Tonnerre Yaoundé in Kamerun. Er spielte sich in die kamerunische Nationalmannschaft, mit der er an der Fußball-Weltmeisterschaft 1998 teilnahm. 1998 wechselte er nach Europa zu dem griechischen Verein PAOK Thessaloniki. Er konnte sich nicht durchsetzen und wurde nach einem Jahr zu Apollon Kalamarias transferiert. 2000 wechselte er nach Schweden zu Malmö FF. 2004 gewann er mit dem Verein den Meistertitel, wechselte aber ein Jahr später zu Brøndby IF nach Dänemark. Hier konnte er sich nicht durchsetzen und wurde im Sommer 2008 an AC Horsens verliehen. Nach seiner Rückkehr im Sommer 2009 stand er noch ein halbes Jahr bei Brøndby IF unter Vertrag, dann ging er Anfang 2010 wieder zu Malmö FF. In der Spielzeit 2010 gewann er an der Seite von Johan Dahlin, Ulrich Vinzents und Daniel Andersson erneut mit der Mannschaft den Meistertitel.
Sein Sohn Anthony ist ebenfalls Fußballspieler. 